# Morti nel 1390
| Questa pagina contiene informazioni ricavate automaticamente dalle voci biografiche con l'ausilio del template Bio e di un bot. L'aggiornamento è periodico e automatico e ricostruisce completamente la pagina. Se manca una persona in questa lista, sei pregato di non aggiungerla, ma accertati piuttosto che la sua voce biografica contenga il template Bio e che i dati anagrafici siano correttamente compilati. Se il template Bio manca, inseriscilo tu stesso o, in alternativa, metti l'avviso {{tmp\|Bio}} che ne segnala la mancanza. Se i dati riportati sono sbagliati, correggi direttamente la voce biografica; le modifiche saranno visibili in questa lista entro pochi giorni. Per chiarimenti vedi il progetto biografie. La lista contiene solo le 34 persone che sono citate nell'enciclopedia e per le quali è stato implementato correttamente il template Bio. Pagina aggiornata al 2 giu 2025. |

- 11 gennaio - Iohannes Fabri, vescovo cattolico, abate e ambasciatore francese (n. 1320)
- 26 gennaio - Giacomo Tolomei, vescovo cattolico italiano
- 16 febbraio - Roberto I del Palatinato, conte (n. 1309)
- 20 marzo - Alessio III di Trebisonda, imperatore bizantino (n. 1338)
- 27 marzo - Edvige di Żagań, nobile polacca
- 13 aprile - Corrado di Gelnhausen, teologo e presbitero tedesco
- 19 aprile - Roberto II di Scozia, re scozzese (n. 1316)
- 7 giugno - Amaury de Lautrec, cardinale e vescovo cattolico francese
- 17 giugno - Tommaso di Casasco, cardinale italiano
- 21 giugno - Bonifacio Lupi, politico e condottiero italiano (n. 1316)
- 8 luglio - Alberto di Sassonia, filosofo e vescovo cattolico tedesco (n. 1316)
- 10 luglio - Marco Frisoni, ingegnere italiano
- 10 luglio - Tommaso Orsini, cardinale italiano
- 11 luglio - Lombardo della Seta, umanista e letterato italiano
- 16 luglio - Andrea Bontempi, cardinale e arcivescovo cattolico italiano (n. 1326)
- 17 agosto - Pierre de Sortenac, cardinale francese
- 20 agosto - Konrad Zöllner von Rothenstein, nobile tedesco
- 31 agosto - Bartolomeo di San Severino della Marca, cavaliere medievale e condottiero italiano
- 9 settembre - Alberto di Ortenburg, vescovo cattolico austriaco
- 16 settembre - Karigaila, nobile lituano
- 23 settembre - Giovanni I di Lorena, duca francese (n. 1346)
- 9 ottobre - Giovanni I di Castiglia, re (n. 1358)
- 22 novembre - Miklós Toldi, nobile ungherese (n. 1320)
- Ibn Abbad al-Rundi, mistico marocchino (n. 1333)
- Giovanni da Baiso, intagliatore, scultore e intarsiatore italiano
- Domenico Fregoso, doge (n. 1325)
- Hafez, mistico e poeta persiano (n. 1315)
- Keraca di Bulgaria, principessa bulgara (n. 1348)
- Gabriele I Malaspina, nobile italiano
- Michele Panareto, storico bizantino (n. 1320)
- Buonaccorso da Montemagno il Vecchio, poeta italiano (n. 1313)
- Muhammad II Chelebi, sultano
- Francesco Renzio, cardinale italiano
- Giovanni d'Azzo degli Ubaldini, condottiero italiano